# Pastinaak (geslacht)
Pastinaak is een geslacht uit de schermbloemenfamilie (Apiaceae). De soorten komen voor van Europa tot in Mongolië en Libanon. Een bekende soort uit dit geslacht is de pastinaak (Pastinaca sativa).

## Soorten
- Pastinaca argyrophylla Delip.
- Pastinaca armena Fisch. & C.A.Mey.
- Pastinaca aurantiaca (Albov) Kolak.
- Pastinaca clausii (Ledeb.) Calest.
- Pastinaca erzincanensis Menemen & Kandemir
- Pastinaca gelendostensis (Yıld. & B.Selvi) Hand
- Pastinaca glandulosa Boiss. & Hausskn.
- Pastinaca hirsuta Pančić
- Pastinaca kochii Duby
- Pastinaca lucida L.
- Pastinaca pimpinellifolia M.Bieb.
- Pastinaca sativa L. - Pastinaak
- Pastinaca trysia Stapf & Wettst.
- Pastinaca vanensis Demir, Sefalı & Yapar
- Pastinaca yildizii Dirmenci
- Pastinaca zozimoides Fenzl

... · 
Aciphylla · 
Actinotus · 
Aegopodium · 
Aethusa · 
Ammi (Akkerscherm) · 
Anethum · 
Angelica (Engelwortel) · 
Anisotome · 
Anthriscus (Kervel) · 
Apium (Moerasscherm) · 
Artedia · 
Astrantia (Sterrenscherm) · 
Athamanta · 
Azorella · 
Berula · 
Bifora · 
Bunium · 
Bupleurum (Goudscherm) · 
Carum (Karwij) · 
Caucalis · 
Chaerophyllum (Ribzaad) · 
Cicuta · 
Conium · 
Conopodium · 
Coriandrum · 
Crithmum · 
Cuminum · 
Daucus · 
Eryngium (Kruisdistel) · 
Falcaria · 
Ferula · 
Foeniculum · 
Heracleum (Berenklauw) · 
Levisticum · 
Myrrhis · 
Oenanthe (Torkruid) · 
Orlaya · 
Pastinaca (Pastinaak) · 
Petroselinum (Peterselie) · 
Peucedanum (Varkenskervel) · 
Pimpinella (Bevernel) · 
Pycnocycla ·
Sanicula · 
Scandix · 
Selinum · 
Silaum · 
Sium · 
Smyrnium (Zwarte kervel) · 
Steganotaenia · 
Thapsia · 
Thaspium · 
Thecocarpus · 
Tiedemannia · 
Tilingia · 
Torilis (Doornzaad) · 
Xanthosia · 
...